# Villa rustica (Peiting)
Die Villa rustica in Peiting ist ein römischer Gutshof (Villa rustica) der römischen Kaiserzeit. Sie stammt aus dem 2. bis 4. Jahrhundert nach Christus. Das Gebiet gehörte damals zur römischen Provinz Raetia. Aufgrund ihrer Ausdehnung zählt sie zu den größten ihrer Art im einstigen Raetien. Zum 2,5 Hektar großen Areal gehört unter anderem das freigelegte Hauptgebäude mit im Vergleich zu anderen römischen Bauten nördlich der Alpen eher ungewöhnlicher Architektur.

## Geschichte und Beschreibung
Die Römer eroberten um 15 vor Christus unter dem Feldherrn Drusus das Gebiet am Lech von den keltischen Likatiern. Die Überreste der antiken Anlage wurden 1956 auf den Neukirchwiesen im Peitinger Ortsteil Kreut entdeckt. Der Fundort liegt südlich vom Bebauungsrand des Ortes in Richtung Füssen, aber noch etwas nördlich der heutigen Umgehungsstraße der B 17 und B 472. Die Zufahrt erfolgt direkt über den Kreuther Weg, den westlichen Abzweig der Bundesstraße 17 am Ortsrand vor der Umgehungsstraße. In der Nähe wird eine Abzweigung der antiken Verbindungsstraße zwischen Via Raetia und Via Claudia Augusta vermutet.

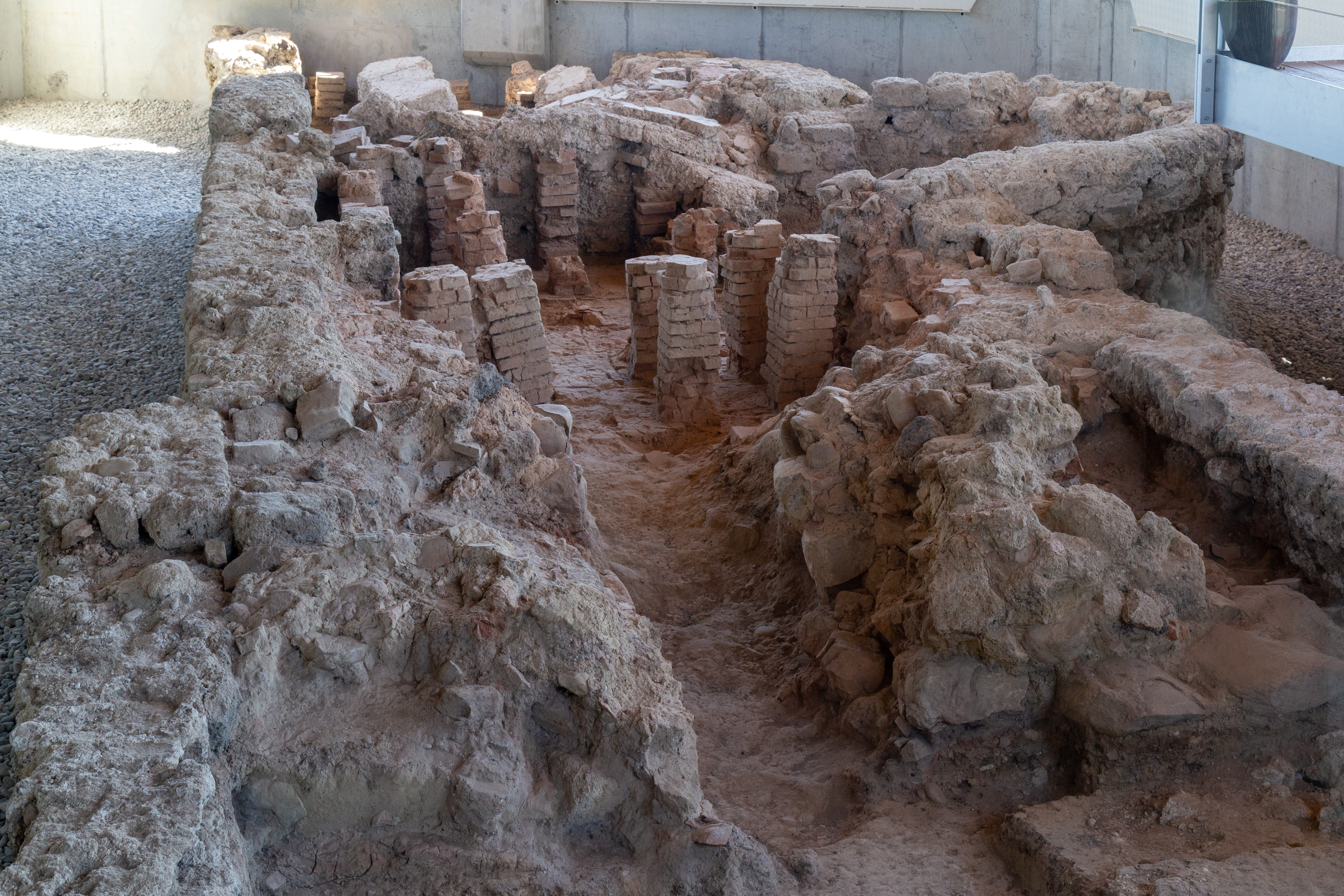
Freigelegtes Hypokaustum des Badegebäudes

Ausgrabungen fanden bereits 1956, 1962 und von 1984 bis 1989 statt. Das schon ausgegrabene Hauptgebäude hatte ein Atrium, also einen Innenhof, was in dieser Gegend ungewöhnlich war. Statt sonst üblicher Eckrisalite hat das Hauptgebäude zwei Apsiden. Die Badeanlage des Gebäudeensembles hatte ein Hypokaustum, eine römische Fußbodenheizung, die zwischen 2000 und 2004 freigelegt wurde. Das Hypokaustum kann zu jeder Jahreszeit besichtigt werden und befindet sich seit 2012 in einem verglasten Schutzbau. Es wurden außerdem Terra Sigillata, Reste von Wandmalereien und Fragmente ehemaliger Glasfenster gefunden.
Heute befindet sich dort zudem ein Küchen- und Heilkräuterlehrgarten mit Informationstafeln. Seit etwa 1992 gibt es einen Förderverein für die Villa rustica in Peiting, der mit einer silbernen Ehrenmedaille des Bezirkes Oberbayern für besondere ehrenamtliche Leistungen in der Denkmalpflege ausgezeichnet wurde.